# Hobukten
Hobukten (Ho Bugt) är ett farvatten i västra Danmark som ligger i Region Syddanmark. Det är ungefär 50 km² stort och utgör den notdligaste delen av Vadehavet. Hobukten ligger mellan Skallingen i sydväst, Ho i väst, Oksbøl mot norr och Hjerting mot öst. I nordöst har Varde Å sitt utlopp genom Tarp Enge och Billum Enge, norr om Marbæk Plantage. 
I buktens sydliga del ligger ön Langli omgiven av stora sandbankar. En ebbväg går från Langli till halvön Nyeng, söder om Ho.
Hobukten är, som en del av vadehavet, ett Internationellt naturskyddsområde inom Natura 2000-nätverket, och både Ramsarområde, EU-habitatområde och fågelskyddsområde.
Namnet Ho är känt från omkring år 1325, då som Hoo, från det gamla danska ordet trug (tråg). Området var tidigt bland de mest tätbebodda i Västjylland, eftersom bukten gav lä för både frakt- och fiskebåtar.  
År 1941 fanns stora planer på landutvidgning och torrläggning av 1 550 hektar mark i Hobukten. Hedeselskabet och Statens Landvindingsudvalg ville reglera Varde Å och omvandla Langli till fastland. Projektet lades dock ner då man befarade att det kunde orsaka sandansamling i farleden in till Esbjerg.